# Репринт
Репри́нт (англ. reprint — перепечатка) — печатное издание, полученное через фотографирование ранее изданного оригинала, точная его копия.
Понятие репринтное издание схоже с понятием факсимильное издание, но отличается от стереотипного. При изготовлении стереотипного издания не требуется снятия копии с оригинала.
Также репринтом называют часть ранее опубликованного материала (например, журнала), оформленная в самостоятельное печатное произведение (оттиск).